# Georges Casanova
Georges Casanova (n. 26 iulie 1890, Alger, Algeria franceză, Franța – d. 20 februarie 1932, Alger, Algeria franceză, Franța) a fost un scrimer ce a reprezentat Franța, medaliat olimpic. A participat la o ediție a Jocurilor Olimpice (1920) în care a câștigat o medalie de bronz.

## Participări
Lista de mai jos prezintă principalele competiții la care a participat Georges Casanova de-a lungul carierei.
- fencing at the 1920 Summer Olympics – men's team épée[*]